# Pachythone palades
Pachythone palades är en fjärilsart som beskrevs av William Chapman Hewitson 1873. Pachythone palades ingår i släktet Pachythone och familjen Riodinidae. Inga underarter finns listade i Catalogue of Life.

## Bildgalleri

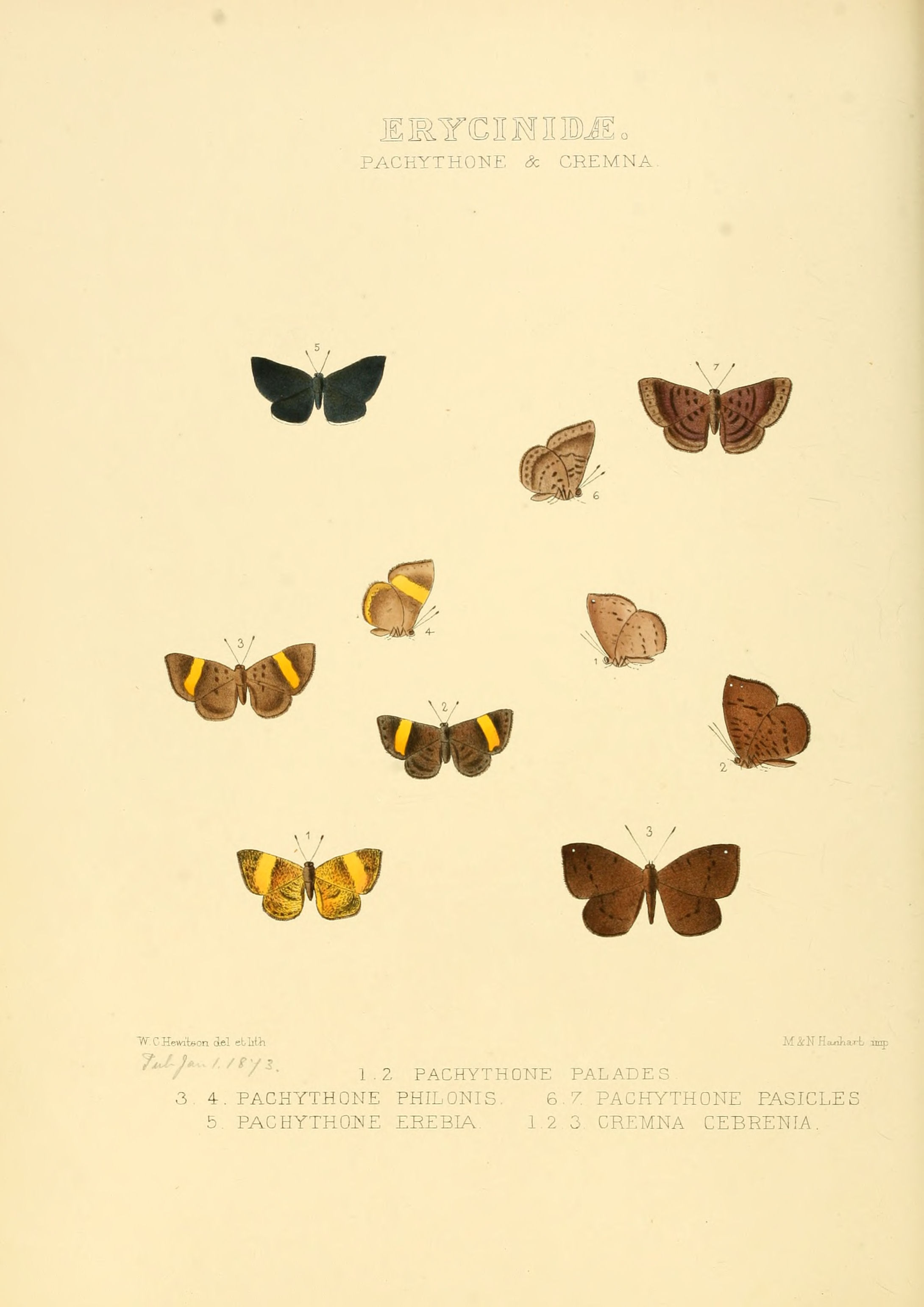